# Casalpusterlengo
Casalpusterlengo – miejscowość i gmina we Włoszech, w regionie Lombardia, w prowincji Lodi.
Według danych na rok 2004 gminę zamieszkiwały 13 894 osoby, 555,8 os./km².